# First Division (Malta) 1937/38
Die First Division 1937/38 war die 27. Spielzeit in der Geschichte der höchsten maltesischen Fußballliga. Meister wurden zum neunten Mal die Sliema Wanderers.

## Vereine
Im Vergleich zur Vorsaison verzichtete Hibernians Paola auf eine Teilnahme. Stattdessen nahm Valletta City erstmals nach fünf Jahren wieder teil.

## Modus
Die Saison wurde mit Hin- und Rückspielen ausgetragen. Für einen Sieg gab es zwei Punkte, für ein Unentschieden einen und für eine Niederlage keinen Punkt. Bei Punktgleichheit wurde um die Meisterschaft ein Entscheidungsspiel ausgetragen.

## Abschlusstabelle
| Pl. | Verein               | Sp. | S | U | N | Tore    | Quote | Punkte |
| --- | -------------------- | --- | - | - | - | ------- | ----- | ------ |
| 1.  | Sliema Wanderers (P) | 6   | 4 | 2 | 0 | 013:400 | 3,25  | 10:20  |
| 2.  | FC Floriana (M)      | 6   | 3 | 2 | 1 | 011:500 | 2,20  | 08:40  |
| 3.  | Valletta City (N)    | 6   | 0 | 3 | 3 | 004:900 | 0,44  | 03:90  |
| 4.  | FC St. George’s      | 6   | 1 | 1 | 4 | 003:130 | 0,23  | 03:90  |

Platzierungskriterien: 1. Punkte – 2. Torquotient
| Zum Saisonende 1937/38:                                                                      |                                       |
| Maltesischer Meister 1937/38: Sliema Wanderers Maltesischer Pokalsieger 1937/38: FC Floriana |                                       |
|                                                                                              |                                       |
| Zum Saisonende 1936/37:                                                                      |                                       |
| (M)                                                                                          | Amtierender Meister: Sliema Wanderers |
| (P)                                                                                          | Amtierender Pokalsieger: FC Floriana  |
| (N)                                                                                          | Neuaufsteiger: Valletta City          |

## Kreuztabelle
| 1937/38          | Sliema Wanderers | FC Floriana | VCY | FC St. George’s |
| ---------------- | ---------------- | ----------- | --- | --------------- |
| Sliema Wanderers |                  | 0:0         | 3:1 | 1:0             |
| FC Floriana      | 2:3              |             | 2:0 | 1:0             |
| Valletta City    | 1:1              | 1:1         |     | 0:1             |
| FC St. George’s  | 0:5              | 1:5         | 1:1 |                 |